# مارس 2011
مارس 2011 هو الشهر الثالث من عام 2011، بدأ يوم الثلاثاء، وأنتهى يوم الخميس، وأمتد لواحد وثلاثين يومًا.

## بوابة:أحداث جارية
| \| 1 مارس 2011 (الثلاثاء) \| عدل \| تاريخ \| راقب \| تصفح \| |     |       |      |      |
| - الأمم المتحدة تقول إن الوضع الإنساني على الحدود الليبية - التونسية بلغ درجة الأزمة مع تدفق الآلاف من النازحين هربًا من الأوضاع المضطربة في ليبيا. (بي بي سي) - الشرطة الإيرانية تطلق الغاز المسيل للدموع على مؤيدين للمعارضة أثناء تظاهرهم في طهران. (بي بي سي) - إشتباكات في منطقة أبيي الغنية بالنفط والمتنازع عليها بين شمال السودان وجنوبه تؤدي إلى سقوط سبعة قتلى على الأقل. (بي بي سي) |     |       |      |      |
| 1 مارس 2011 (الثلاثاء) | عدل | تاريخ | راقب | تصفح |

| \| 2 مارس 2011 (الأربعاء) \| عدل \| تاريخ \| راقب \| تصفح \| |     |       |      |      |
| - الزعيم الليبي معمر القذافي (في الصورة) يجدد اتهامه لتنظيم القاعدة وعناصر من الخارج ووسائل إعلام بأنهم وراء أعمال العنف والاشتباكات التي تشهدها ليبيا منذ نحو أسبوعين، ويقول أنه لا يملك أي سلطة ليتنازل عنها كما يطالبه البعض، ويجدد تأكيده بأنه سيقاتل للنهاية للدفاع عن ليبيا من أقصاها لأقصاها، ويعلن عن استعداده للحوار مع أي شخص من القاعدة أو أي أمير من التنظيم أو من يعين نفسه ليقابله ويناقشه لكنه يرى بأن القاعدة لا تناقش ولا مطالب لها على الإطلاق، ويعد بالعفو عن كل من يسلم سلاحه. (العربية) - وزير الدفاع الأمريكي روبرت غيتس يبلغ الكونغرس بأنه في حالة إذا ما تقرر فرض منطقة حظر جوي على ليبيا فإن ذلك يعني بالضرورة مهاجمتها أولًا لتدمير مواقع الدفاع الجوي ليتسنى بعد ذلك فرض منطقة الحظر المطلوبة.-(سي إن إن) |     |       |      |      |
| 2 مارس 2011 (الأربعاء) | عدل | تاريخ | راقب | تصفح |

| \| 3 مارس 2011 (الخميس) \| عدل \| تاريخ \| راقب \| تصفح \| |     |       |      |      |
| - المجلس الأعلى للقوات المسلحة الحاكم في مصر يقبل استقالة رئيس الوزراء أحمد شفيق، ويكلف عصام شرف (في الصورة) بتشكيل حكومة جديدة.-(سي إن إن) - الرئيس الفنزويلي هوغو تشافيز يقترح لجنة وساطة دولية في ليبيا من أجل إحلال السلام فيه بعد اندلاع الثورة ضد النظام الحاكم.-(سي إن إن) - المدعي العام للمحكمة الجنائية الدولية لويس مورينو أوكامبو يعلن عن فتح تحقيق بحق عدد من المسؤولين الليبيين يشتبه بارتكابهم جرائم ضد الإنسانية وقيامهم بأعمال خطيرة بحق السكان المدنيين أثناء قمع الثورة المشتعلة في ليبيا. (بي بي سي) - الرئيس التونسي المؤقت فؤاد المبزع يدعو إلى انتخاب مجلس وطني تأسيسي في 24 يوليو القادم يتولى مهمة إعادة كتابة الدستور، ويعلن إنه سيظل في السلطة حتى إجراء الانتخابات الجديدة وأن المجلس الوطني التأسيسي سيشرف على المرحلة الانتقالية. (العربية) |     |       |      |      |
| 3 مارس 2011 (الخميس) | عدل | تاريخ | راقب | تصفح |

| \| 4 مارس 2011 (الجمعة) \| عدل \| تاريخ \| راقب \| تصفح \| |     |       |      |      |
| - المعارضة الليبية ترفض عرض الرئيس الفنزويلي هوغو تشافيز القاضي بإرسال بعثة سلام دولية إلى ليبيا، ويعلنون أنهم لن يقبلوا بالتفاوض مع أي كان على دماء الشعب، وإن الشيء الوحيد الذي يمكن أن يتفاوضوا بشأنه هو رحيل معمر القذافي إلى فنزويلا. (بي بي سي) - أمير الكويت الشيخ صباح الأحمد (في الصورة) ينجح في إنهاء الأزمة التي نشبت بين دولة الإمارات العربية المتحدة وسلطنة عُمان على خلفية إعلان مسقط اكتشاف شبكة تجسس إماراتية كانت تستهدف نظام الحكم في السلطنة.-(سي إن إن) - الوزير التونسي الأول الجديد الباجي قائد السبسي يقول إن العمل الذي ينتظره جسيم وصعب وأن الأهم هو استرداد هيبة الدولة وإعادة الأمن إلى البلاد، ويعتبر الرئيس السابق زين العابدين بن علي ارتكب جرم الخيانة العظمى بترك الأمن ينفلت.-(سي إن إن) - الحكومة الأردنية برئاسة معروف البخيت تحصل على ثقة 63 عضوًا من أصل 119 عضوًا في مجلس النواب في جلسة التصويت على الثقة وذلك مقابل تصويت 47 نائبًا بحجب الثقة عنها، وامتناع 7 نواب وغياب نائبين.-(سي إن إن) |     |       |      |      |
| 4 مارس 2011 (الجمعة) | عدل | تاريخ | راقب | تصفح |

| \| 5 مارس 2011 (السبت) \| عدل \| تاريخ \| راقب \| تصفح \| |     |       |      |      |
| - القوات الموالية لنظام العقيد معمر القذافي تشن هجومًا على مدينة الزاوية الواقعة على بعد 50 كيلومترًا غرب العاصمة الليبية طرابلس أدى إلى وقوع 30 قتيلًا على الأقل معظمهم من المدنيين وذلك في سياق ثورة 17 فبراير التي اندلعت منذ منتصف الشهر الماضي. (بي بي سي) - سلطان عُمان قابوس بن سعيد (في الصورة) يقيل وزيري المكتب السلطاني والديوان السلطاني اللذين كان المتظاهرون يطالبون بتنحيتهما. (العربية) |     |       |      |      |
| 5 مارس 2011 (السبت) | عدل | تاريخ | راقب | تصفح |

| \| 7 مارس 2011 (الإثنين) \| عدل \| تاريخ \| راقب \| تصفح \| |     |       |      |      |
| - الحكومة المصرية الجديدة برئاسة عصام شرف تؤدي اليمين الدستورية أمام رئيس المجلس الأعلى للقوات المسلحة المشير محمد حسين طنطاوي (في الصورة)، وقد تضمن تشكيل الحكومة تعيين نبيل العربي وزيرًا للخارجية ومنصور العيسوي وزيرًا للداخلية.-(سي إن إن) - الوزير التونسي الأول الجديد الباجي قائد السبسي يعلن تشكيل حكومته الانتقالية والتي تضم 22 وزيرًا وصفوا بأنهم تكنوقراط، ووزارة الداخلية تصدر قرارًا يقضي بإلغاء إدارة أمن الدولة التي كانت تضم البوليس السياسي المتهم باعتقالات وعمليات تعذيب في عهد نظام الرئيس زين العابدين بن علي. (بي بي سي) - السلطان قابوس بن سعيد سلطان سلطنة عمان يجري تعديلًا وزاريًا موسعًا يشمل عددًا من الحقائب الوزارية من بينها الاقتصاد وذلك مع استمرار الاحتجاجات المطالبة بإصلاحات سياسية واقتصادية. (العربية) |     |       |      |      |
| 7 مارس 2011 (الإثنين) | عدل | تاريخ | راقب | تصفح |

| \| 8 مارس 2011 (الثلاثاء) \| عدل \| تاريخ \| راقب \| تصفح \| |     |       |      |      |
| - حلف شمال الأطلسي يبدأ مراقبة جوية على مدار 24 ساعة لأجواء ليبيا باستعمال طائرات الإنذار المبكر. (الجزيرة) - المجلس الوطني الانتقالي في ليبيا يقدم عرضًا للعقيد معمر القذافي للتنحي مقابل ضمان سلامته وسلامة عائلته والكف عن الملاحقة القانونية. (الجزيرة) - دول مجلس التعاون تؤيد فرض منطقة حظر الطيران في الأجواء الليبية، وتدعو جامعة الدول العربية إلى الانعقاد عاجلًا. (الجزيرة) |     |       |      |      |
| 8 مارس 2011 (الثلاثاء) | عدل | تاريخ | راقب | تصفح |

| \| 9 مارس 2011 (الأربعاء) \| عدل \| تاريخ \| راقب \| تصفح \| |     |       |      |      |
| - قصف منشأة نفطية قرب ميناء السدرة النفطي من قبل القوات الموالية للعقيد معمر القذافي مما أدى إلى وقوع انفجار ضخم تصاعدت منه ألسنة اللهب والدخان في المنطقة التي تبعد حوالي 400 كلم غرب مدينة بنغازي. (بي بي سي) - وزير الخارجية السعودي الأمير سعود الفيصل ينفي ما تردد عن طلب الولايات المتحدة من بلاده تزويد الثوار الليبيين بالأسلحة، ويشدد على حرص المجلس الوزاري للجامعة العربية على وقف نزيف الدم الليبي ووحدة الأراضي الليبية. (العربية) - مجلس الأمة الكويتي يطالب بسحب الاعتراف العربي الرسمي من النظام الليبي والاعتراف بالمجلس الوطني الانتقالي كممثل شرعي للشعب الليبي، ويشيد بثورة الشعب الليبي. (العربية) |     |       |      |      |
| 9 مارس 2011 (الأربعاء) | عدل | تاريخ | راقب | تصفح |

| \| 10 مارس 2011 (الخميس) \| عدل \| تاريخ \| راقب \| تصفح \| |     |       |      |      |
| - ملك المغرب محمد السادس (في الصورة) يعلن عن إصلاحات دستورية تمنح مزيدًا من السلطات للحكم المحلي وتعزز الجهوية، وترفع من شأن الأمازيغية. (الجزيرة) - فرنسا تعترف بالمجلس الوطني الانتقالي بصفته الممثل الشرعي والوحيد للشعب الليبي وتعلن أنها سترسل سفيرًا لمدينة بنغازي مقر المجلس الانتقالي وذلك ليقيم فيها بشكل مؤقت قبل الانتقال إلى العاصمة طرابلس، وتدعو بقية دول الاتحاد الأوروبي لأن تحذو حذوها. (العربية) - الرئيس اليمني علي عبد الله صالح يقترح الاستفتاء على دستور جديد للبلاد قبل نهاية السنة والانتقال إلى نظام برلماني تتمتع بموجبه حكومة منتخبة برلمانيًا بكافة الصلاحيات التنفيذية، والمعارضة ترفضها وتقول إنها متأخرة جدًا. (العربية) |     |       |      |      |
| 10 مارس 2011 (الخميس) | عدل | تاريخ | راقب | تصفح |

| \| 11 مارس 2011 (الجمعة) \| عدل \| تاريخ \| راقب \| تصفح \| |     |       |      |      |
| - المعارضة الليبية تعلن عن دخول القوات الموالية لمعمر القذافي مرفأ راس لانوف النفطي في شرق البلاد، وإنها تقاتل المقاومين للسيطرة على البلدة. (العربية) - زلزال قوي قبالة السواحل اليابانية بقوة 8.9 درجة على مقياس درجة العزم أدى إلى هز مباني العاصمة طوكيو، ووكالة الأرصاد الجوية اليابانية تصدر إنذارًا من احتمال تعرض سواحل هذه المناطق لموجات مد عال "تسونامي" بارتفاع ستة أمتار. (الجزيرة) |     |       |      |      |
| 11 مارس 2011 (الجمعة) | عدل | تاريخ | راقب | تصفح |

| \| 12 مارس 2011 (السبت) \| عدل \| تاريخ \| راقب \| تصفح \| |     |       |      |      |
| - وزراء الخارجية العرب يدعون بعد اجتماعهم بمقر جامعة الدول العربية في القاهرة مجلس الأمن الدولي لفرض حظر جوي على ليبيا وذلك لحماية المدنيين، ويشددون في الوقت نفسه على رفضهم أي تدخل عسكري أجنبي لحل الأزمة فيه. (الجزيرة) - انفجار محطة فوكوشيما النووية في اليابان نتيجة الزلزال، والإشعاع المتسرب كل ساعة يوازي المسموح به في عام كامل. (الجزيرة) - جملة الوفيات في زلزال اليابان تبلغ 1300 قتيل في أعنف زلزال يضرب اليابان منذ 140 عام. (الجزيرة) - الأمن اليمني يشن هجومًا على المعتصمين في ساحة التغيير أمام جامعة صنعاء ويردي أحدهم قتيلًا ويصيب ألفًا آخرين، والمعارضة تتهم الحكومة باستخدام غازات محرمة دوليًا. (الجزيرة) - القوات الليبية الموالية للعقيد معمر القذافي تجبر الثوار في راس لانوف على التراجع وذلك بسبب استخدامها للأسلحة الثقيلة والصواريخ التي تطلقها من البر والبحر والجو. (العربية) |     |       |      |      |
| 12 مارس 2011 (السبت) | عدل | تاريخ | راقب | تصفح |

| \| 13 مارس 2011 (الأحد) \| عدل \| تاريخ \| راقب \| تصفح \| |     |       |      |      |
| - المسؤولون اليابانيون يعبرون عن مخاوفهم من ارتفاع عدد قتلى كارثة الزلزال المدمر وموجات تسونامي إلى عشرة آلاف قتيل على الأقل، وتفاقم المشاكل في مفاعل فوكوشيما النووي والحكومة تحذر من خطر حدوث انفجار ثاني في المجمع بسبب تراكم الهيدروجين في المفاعل رقم 3. (بي بي سي) - ليبيا تعلن أن موانئها النفطية باتت آمنة وتدعو الشركات النفطية إلى إرسال ناقلاتها لاستئناف شحن النفط، وعشرات الثوار ينسحبون بآلياتهم المحملة بالبطاريات المضادة للطيران من البريقة وسط قصف مدفعي عنيف للقوات المسلحة التابعة للعقيد معمر القذافي ويعلنون أن "قرية البشر" التي تبعد 20 كلم غرب البريقة أصبحت تحت سيطرة القوات الموالية للقذافي. (العربية) - أنصار تحالف 14 آذار يتجمعون في ساحة الشهداء بوسط بيروت لإحياء الذكرى السادسة لانتفاضة الاستقلال، وللمطالبة بإسقاط سلاح حزب الله. (العربية) - وزير الداخلية السعودي الأمير نايف بن عبد العزيز آل سعود يعرب عن شكره للشعب السعودي إثر احجامه عن الخروج في مظاهرات مناوئة ويشيد بوفائه ونبله. (العربية) - السلطان قابوس بن سعيد سلطان عُمان يصدر قرارًا يقضي بمنح صلاحيات تشريعية ورقابية لمجلس عُمان، وهو البرلمان المؤلف من مجلس الشورى المنتخب ومجلس الدولة المعين، ويأمر بتشكيل لجنة فنية من المختصين لوضع مشروع تعديل للنظام الأساسي للدولة بما يحقق منح الصلاحيات للبرلمان. (العربية) |     |       |      |      |
| 13 مارس 2011 (الأحد) | عدل | تاريخ | راقب | تصفح |

| \| 14 مارس 2011 (الإثنين) \| عدل \| تاريخ \| راقب \| تصفح \| |     |       |      |      |
| - الثوار في ليبيا ينجحون في إخراج القوات الموالية للعقيد معمر القذافي من مدينة البريقة شرق البلاد بعد معارك عنيفة تخللها كمين ألحق خسائر بشرية ومادية بكتائب القذافي. (الجزيرة) - حزب المؤتمر الشعبي العام الحاكم في اليمن يكشف عن مبادرة سياسية جديدة تتضمن نقلًا سلميًا للسلطة في موعد أقصاه الربع الأول من عام 2012، مع اشتداد المواجهات بين قوات الأمن وأنصار الحزب الحاكم من جهة والمعتصمين في صنعاء وتعز وعدن والجوف من جهة ثانية. (بي بي سي) - قوات درع الجزيرة تدخل إلى البحرين بطلب من حكومتها وذلك للمشاركة في حفظ الأمن فيها وذلك بعد تجدد المواجهات مع المتظاهرين وتحولها لأعمال عنف. (العربية) |     |       |      |      |
| 14 مارس 2011 (الإثنين) | عدل | تاريخ | راقب | تصفح |

| \| 15 مارس 2011 (الثلاثاء) \| عدل \| تاريخ \| راقب \| تصفح \| |     |       |      |      |
| - مجلس الأمن الدولي يختتم جلسة مشاورات حول الأوضاع في ليبيا من دون إصدار قرار بشأن فرض حظر جوي عليه، وذلك مع استمرار المشاورات بين الدول الأعضاء لتوضيح بعض النقاط حول مشروع القرار المزمع إصداره منها الجهة التي ستطبقه وكيف سيكون ذلك التطبيق. (الجزيرة) - ملك البحرين حمد بن عيسى يعلن حالة الطوارئ لمدة ثلاثة شهور ويكلف قائد قوة الدفاع باتخاذ كل التدابير اللازمة لحماية سلامة البلاد والمواطنين، وذلك بعد يوم من دخول قوات درع الجزيرة للبحرين لمواجهة أعمال العنف المصاحبة الاحتجاجات المناوئة للحكومة. (العربية) - وزارة الداخلية المصرية تعلن إلغاء جهاز مباحث أمن الدولة وإنشاء قطاع جديد بالوزارة بمسمى "قطاع الأمن الوطني" يختص بالحفاظ على الأمن الوطني والتعاون مع أجهزة الدولة المعنية لحماية وسلامة الجبهة الداخلية ومكافحة الإرهاب. (العربية) - انتخاب المطران بشارة الراعي (في الصورة) بطريركًا للكنيسة المارونية خلفًا للبطريرك نصر الله بطرس صفير، ليكون بذلك البطريرك السابع والسبعون للكنيسة المارونية. (العربية) |     |       |      |      |
| 15 مارس 2011 (الثلاثاء) | عدل | تاريخ | راقب | تصفح |

| \| 16 مارس 2011 (الأربعاء) \| عدل \| تاريخ \| راقب \| تصفح \| |     |       |      |      |
| - قوة دفاع البحرين تفرض حظر تجوال جزئي على المناطق الحساسة بوسط العاصمة المنامة لا سيما في منطقة دوار اللؤلؤة والحي المالي والدبلوماسي، وذلك بعد فض الاعتصام في الدوار بعملية أمنية أدت إلى مقتل وجرح عدد من الأشخاص. (بي بي سي) - قوات الأمن السورية تفرق تجمعًا ضم العشرات من أهالي وأقارب سجناء الرأي في ساحة المرجة قرب وزارة الداخلية في وسط العاصمة دمشق. (بي بي سي) |     |       |      |      |
| 16 مارس 2011 (الأربعاء) | عدل | تاريخ | راقب | تصفح |

| \| 17 مارس 2011 (الخميس) \| عدل \| تاريخ \| راقب \| تصفح \| |     |       |      |      |
| - مجلس الأمن الدولي يصوت الليلة على مشروع قرار بشأن ليبيا يتضمن فرض منطقة حظر الطيران فوقها، وسيسمح للدول العربية وغيرها بالتعاون مع الأمم المتحدة بحماية المدنيين بما في ذلك في مدينة بنغازي التي تسيطر عليها المعارضة مع إستبعاد إرسال قوة احتلال إليها، وأيضًا يشدد على حظر السفر على العقيد معمر القذافي وأبنائه والمقربين منه وتجميد ممتلكاتهم، كما ينادي بوقف العنف ويحذر من أي أعمال عنف ضد المدنيين سيتم اعتبارها جرائم ضد الإنسانية، ويتوقع امتناع روسيا والصين عن التصويت واحتمال انضمام ألمانيا وجنوب أفريقيا إليهما. (العربية) - جمعية الوفاق الوطني الإسلامية تتهم قوات الأمن البحرينية باعتقال ستة من قادة المعارضة الذين يتزعمون حركة الاحتجاجات في البلاد، وانتقادات دولية لطريقة تعامل السلطات مع المحتجين. (بي بي سي) |     |       |      |      |
| 17 مارس 2011 (الخميس) | عدل | تاريخ | راقب | تصفح |

| \| 18 مارس 2011 (الجمعة) \| عدل \| تاريخ \| راقب \| تصفح \| |     |       |      |      |
| - مجلس الأمن الدولي يتبنى قرارًا يقضي بفرض حظر طيران فوق الأجواء الليبية عدا رحلات طائرات الإغاثة واتخاذ كافة التدابير الضرورية الأخرى لحماية المدنيين من قصف القوات الموالية للعقيد معمر القذافي، وقد صوت على القرار الذي تبنته المملكة المتحدة وفرنسا والولايات المتحدة ولبنان 10 دول من الدول الأعضاء في المجلس، وامتنعت كل من روسيا والصين وألمانيا والبرازيل والهند عن التصويت. (بي بي سي) - سقوط عشرات بين قتلى وجرحى في إطلاق نار من قبل مسلحين يرتدون ثيابًا مدنية ويعتلون أسطح منازل مطلة على ساحة التغيير في العاصمة اليمنية صنعاء والتي يعتصم بها المحتجون المطالبون باسقاط النظام، والرئيس علي عبد الله صالح (في الصورة) يعرب عن أسفه لسقوط القتلى ويقول أن قوات الأمن لم تكن موجودة في مكان الحادث، ويعلن حالة الطوارئ. (بي بي سي) - القوات الموالية للعقيد معمر القذافي تتقدم بسرعة نحو مدينة بنغازي وتجري اشتباكات على بعد 50 كيلومترًا منها، كما واصلت قصفها لعدد من المدن رغم إعلان الحكومة الليبية على لسان وزير الخارجية موسى كوسا وقف إطلاق النار، وفرنسا والولايات المتحدة والمملكة المتحدة ودول عربية يطالبون القذافي بوقف تقدم القوات الموالية له. (الجزيرة) - قوات الأمن السورية تفرق مظاهرات احتجاجية داخل المسجد الأموي في دمشق وفي حمص وبانياس ودرعا، وأدى تفريق المظاهرات إلى سقوط عدد من الأشخاص قتلى وجرحى. (الجزيرة) |     |       |      |      |
| 18 مارس 2011 (الجمعة) | عدل | تاريخ | راقب | تصفح |

| \| 19 مارس 2011 (السبت) \| عدل \| تاريخ \| راقب \| تصفح \| |     |       |      |      |
| - طائرات تابعة للقوات الجوية الفرنسية توجه أولى الضربات لمواقع معمر القذافي وتدمر بعض الدبابات والمركبات المدرعة لمواقع في الجنوب الغربي من بنغازي من خلال تدخل بتفويض من الأمم المتحدة، وغواصات أمريكية عاملة في البحر الأبيض المتوسط تستعد لتنفيذ هجمات ضد أهداف تابعة للقذافي. (العربية) - رئيس وزارء المملكة المتحدة ديفيد كاميرون (في الصورة) يقول في خطاب موجه للبرلمان أن بلاده توشك على البدء في تحريك طائرات مقاتلة إلى قواعد يمكن أن تنطلق منها للمشاركة في فرض الحظر الجوي على ليبيا، والرئيس الأمريكي باراك أوباما يطلب من وزير الدفاع روبرت غيتس بحث الآلية اللازم اتخاذها تجاه ليبيا ضمن التحرك الدولي والعربي، ويؤكد أن بلاده لن تنشر قوات برية في ليبيا ولن تلجأ للاستخدام المفرط للقوة، ويقول إن القذافي فقد محبة شعبه واحترامه بسبب لجوئه للعنف والتعامل بقسوة مفرطة مع المدنيين. (الجزيرة) - المصريون يتوجهون إلى صناديق الاقتراع للتصويت في استفتاء تعديل الدستور وسط اقبال كبير. (بي بي سي) - السنغال تعلن احباط محاولة انقلاب باعتقال من يشتبه بأنها جماعات كوماندوس لها صلة بالمعارضة خططت لشن هجمات قاتلة في شتى أنحاء العاصمة داكار. (رويترز) |     |       |      |      |
| 19 مارس 2011 (السبت) | عدل | تاريخ | راقب | تصفح |

| \| 20 مارس 2011 (الأحد) \| عدل \| تاريخ \| راقب \| تصفح \| |     |       |      |      |
| - قوات التحالف الدولي ضد نظام الزعيم الليبي معمر القذافي تواصل عملياتها، والقذافي يؤكد أنه لن يتراجع وأنه سينتصر ويتوقع حربًا طويلة وويتوعد بالقضاء على الذين يتعاونون مع قوات التحالف، ورئيس هيئة الأركان المشتركة الأمريكية مايك مولن (في الصورة) يعلن أن الضربات المقبلة على قوات القذافي ستكون موجهة لخطوط إمدادها وذلك لشل قدرتها على القتال. (بي بي سي) - اللجنة المشرفة على إجراء استفتاء تعديل الدستور في مصر تعلن عن موافقة 77.2% من المشاركين بالاستفتاء على التعديلات المقترحة في نسبة إقبال بلغت 41.2%. (رويترز) - أمين عام جامعة الدول العربية عمرو موسى يقول إن العرب لم يكونوا يريدون أن توجه القوى الغربية ضربات عسكرية تصيب مدنيين حين دعوا إلى فرض منطقة حظر جوي فوق ليبيا، وإن ما حدث من عمليات عسكرية يختلف عن الهدف من فرض الحظر الجوي، وإن ما يريده العرب هو حماية المدنيين وليس قصف مدنيين إضافيين. (رويترز) - روسيا تدعو التحالف الدولي إلى التوقف عن الضربات العسكرية على ليبيا، وإيران تدين العملية، والصين تأسف لها، ورئيس الوزراء التركي رجب طيب أردوغان يحث العقيد معمر القذافي على التنحي حقنا للدماء. (الجزيرة) - مقتل أحد المحتجين في مدينة درعا وإصابة نحو 100 شخص على يد قوات الأمن السورية في الاحتجاجات التي تشهدها المدينة، والمحتجون يضرمون النار في مقر قصر العدل بالمدينة بالإضافة إلى حرق 7 سيارات كانت متوقفة أمامه. (العربية) |     |       |      |      |
| 20 مارس 2011 (الأحد) | عدل | تاريخ | راقب | تصفح |

| \| 21 مارس 2011 (الإثنين) \| عدل \| تاريخ \| راقب \| تصفح \| |     |       |      |      |
| - قوات التحالف تقصف مواقع تابعة للعقيد معمر القذافي في العاصمة طرابلس، والدخان يتصاعد من المجمع الرئاسي في أعقاب انفجار، وأنباء عن تدمير ثكنة باب العزيزية جراء القصف. (الجزيرة) - الرئيس اليمني علي عبد الله صالح يعلن أنه صامد في وجه الحركة الاحتجاجية التي تطالب بتنحيه، ويقول أن غالبية الشعب لاتزال تؤيده، وذلك رغم انضمام عشرات المسؤولين إلى المحتجين من بينهم النائب العام، ومجلس الدفاع الوطني يقول إن القوات المسلحة لن تتردد في القيام بواجباتها والوقوف في وجه أي خطط للانقلاب على الدستور فيما، ووزير الدفاع يعلن تأييد الجيش للرئيس صالح. (العربية) |     |       |      |      |
| 21 مارس 2011 (الإثنين) | عدل | تاريخ | راقب | تصفح |

| \| 23 مارس 2011 (الأربعاء) \| عدل \| تاريخ \| راقب \| تصفح \| |     |       |      |      |
| - انفجار عبوة ناسفة خارج محطة الحافلات المركزية عند مدخل القدس تؤدي إلى مقتل امرأة وإصابة أكثر من 30 بجروح. (العربية) - قوات الأمن السورية تقتل ستة أشخاص على الأقل وتصيب العشرات بجروح خلال هجوم على المسجد العمري في درعا وذلك لمواجهة المحتجين المطالبين بإصلاحات سياسية والقضاء على الفساد. (الجزيرة) |     |       |      |      |
| 23 مارس 2011 (الأربعاء) | عدل | تاريخ | راقب | تصفح |

| \| 24 مارس 2011 (الخميس) \| عدل \| تاريخ \| راقب \| تصفح \| |     |       |      |      |
| - حصيلة ضحايا الاشتباكات بين قوات الأمن السورية والمتظاهرين في مدينة درعا ترتفع إلى أكثر من 25 قتيلًا، والرئيس بشار الأسد (في الصورة) وفي محاولة لاحتواء الأزمة يعفي محافظ درعا فيصل كلثوم من مهامه، وإدانات دولية لقمع قوات الأمن للمتظاهرين. (الجزيرة) - مستشارة الرئيس السوري بثينة شعبان تعلن أن الحكومة بصدد إقرار حزمة من الإصلاحات السياسية أبرزها دراسة إنهاء العمل بقانون الطوارئ، وإصدار قانون جديد للإعلام يلبي تطلعات المواطنين إلى مزيد من الحرية والشفافية، بالإضافة إلى زيادة رواتب جميع العاملين في الدولة بشكل فوري وبنسبة تصل إلى 30%، وتؤكد أن الحكومة شكلت لجنة بخصوص هذه الإصلاحات وأن الغاية منها هي رفع مستويات معيشة الشعب، وتشير إلى أن مطالب أهالي محافظة درعا محط اهتمام ودراسة الحكومة. (العربية) |     |       |      |      |
| 24 مارس 2011 (الخميس) | عدل | تاريخ | راقب | تصفح |

| \| 25 مارس 2011 (الجمعة) \| عدل \| تاريخ \| راقب \| تصفح \| |     |       |      |      |
| - مقتل شخص وإصابة نحو 100 من المعتصمين في الأردن عند دوار الداخلية بالعاصمة عمّان إثر قيام المئات برشق المعتصمين بالحجارة، تبعها قيام قوات الدرك بمهاجمة الاعتصام وتفريق المشاركين فيه باستخدام الهري والغاز المسيل للدموع والمياه الساخنة. (الجزيرة) - أمين عام حلف شمال الأطلسي أندرس فوغ راسموسن (في الصورة) يعلن أن الحلف سيتولى فرض حظر جوي وطوق بحري على ليبيا، وقوات الائتلاف تبلغ المجلس الوطني الإنتقالي بأنها ستؤمن معبرًا بحريًا لأهالي مصراتة من أجل إيصال المساعدات إليهم من مالطة. (الجزيرة) - مظاهرات معارضة ومؤيدة للرئيس اليمني علي عبد الله صالح في العاصمة اليمنية صنعاء يشارك بها عشرات الآلاف، والجيش يطلق الرصاص في الهواء لمنع أنصار النظام من الاقتراب من المحتجين، والرئيس علي عبد الله صالح يعلن في كلمة وجهها لأنصاره عن استعداداه لتسليم السلطة إلى الأيادي الأمينة التي يختارها الشعب بشكل مشروع وليس إلى الفضوليين والغوغائيين. (بي بي سي) - رئيس وزراء البرتغال جوسيه سوكراتيس يستقيل من منصبه بعد رفض البرلمان لميزانية التقشف التي عرضها عليه. (بي بي سي) |     |       |      |      |
| 25 مارس 2011 (الجمعة) | عدل | تاريخ | راقب | تصفح |

| \| 27 مارس 2011 (الأحد) \| عدل \| تاريخ \| راقب \| تصفح \| |     |       |      |      |
| - المعارضة الليبية تستعيد بلدة بن جواد من القوات الموالية للعقيد معمر القذافي، ويعلنون عن عزمهم على التقدم صوب سرت معقل القذافي. (رويترز) - جمعية الوفاق الوطني الإسلامية في البحرين تعلن قبولها عرض أمير الكويت الشيخ صباح الأحمد الصباح للتوسط مع الحكومة البحرينية لإنهاء الأزمة السياسية التي تواجهها البحرين. (رويترز) |     |       |      |      |
| 27 مارس 2011 (الأحد) | عدل | تاريخ | راقب | تصفح |

| \| 28 مارس 2011 (الإثنين) \| عدل \| تاريخ \| راقب \| تصفح \| |     |       |      |      |
| - المعارضون الليبيون يطلقون قذائف مورتر في اشتباكات متفرقة مع قوات الزعيم معمر القذافي أثناء تقدمهم غربًا على الطريق الساحلي، وذلك بعد سيطرتهم على بلدة الناصرية في اتجاههم إلى سرت مسقط رأس القذافي. (رويترز) - الرئيس الفرنسي نيكولا ساركوزي (في الصورة) ورئيس الوزراء البريطاني ديفيد كاميرون يدعوان أنصار العقيد معمر القذافي إلى التخلي عنه قبل فوات الأوان، ويطلبان من المعارضين الليبيين الإنضمام إلى عملية سياسية تمهد الطريق لرحيله. (رويترز) - المجلس الأعلى للقوات المسلحة الحاكم في مصر يعلن عن إجراء الانتخابات التشريعية في شهر سبتمبر المقبل، على أن يسبقها رفع حالة الطوارئ المطبقة منذ 30 عامًا، ويشير إلى أن الرئيس السابق محمد حسني مبارك وعائلته يخضعون للإقامة الجبرية داخل مصر وأنه لا صحة لما تردد عن مغادرته إلى تبوك بالمملكة العربية السعودية. (العربية) |     |       |      |      |
| 28 مارس 2011 (الإثنين) | عدل | تاريخ | راقب | تصفح |

| \| 29 مارس 2011 (الثلاثاء) \| عدل \| تاريخ \| راقب \| تصفح \| |     |       |      |      |
| - وزيرة الخارجية الأمريكية هيلاري كلينتون تقول في جلسة افتتاح مؤتمر لندن الدولي حول ليبيا إن غارات التحالف الغربي ستستمر إلى أن يلبي معمر القذافي مطالب الأمم المتحدة وأهمها وقف الهجمات على المدنيين. (بي بي سي) - الرئيس السوري بشار الأسد يقبل استقالة حكومة محمد ناجي عطري (في الصورة) والتي أتت بعد أسبوعين من اندلاع موجة من الاحتجاجات في أكثر من مدينة كان أشدها في مدينة درعا، ومظاهرات حاشدة في دمشق وعدد من المدن الكبرى شارك فيها آلاف الأشخاص تأييدًا للرئيس الأسد. (بي بي سي) |     |       |      |      |
| 29 مارس 2011 (الثلاثاء) | عدل | تاريخ | راقب | تصفح |

| \| 30 مارس 2011 (الأربعاء) \| عدل \| تاريخ \| راقب \| تصفح \| |     |       |      |      |
| - قوات العقيد معمر القذافي تستعيد السيطرة على مدينة رأس لانوف النفطية الساحلية مما دفع بقوات المعارضة للانسحاب باتجاه مدينة البريقة. (بي بي سي) - الرئيس السوري بشار الأسد يقول في خطاب أمام مجلس الشعب بأن الأحداث الأخيرة التي شهدتها سوريا هي مؤامرة كبيرة تتعرض لها سوريا تعتمد في توقيتها وشكلها على ما يحصل في الدول العربية، ويعتبر مدبري هذه المؤامرة خلطوا بين ثلاثة عناصر هي الفتنة والإصلاح والحاجات اليومية، مع اعترافه بأن معظم الشعب السوري لديه حاجات لم تلب، ويرى إن سوريا تعيش حاليًا حالة وحدة وطنية غير مسبوقة. (بي بي سي) - المجلس الأعلى للقوات المسلحة الحاكم في مصر يصدر إعلانًا دستوريًا يتضمن التعديلات التي أقرت في الاستفتاء الذي أجري في 19 مارس. (بي بي سي) |     |       |      |      |
| 30 مارس 2011 (الأربعاء) | عدل | تاريخ | راقب | تصفح |

بوابة:أحداث جارية/مارس 2011/تقويم
| أحداث جارية |
| --- |
| - أزمة الدين الحكومي اليوناني - جائحة فيروس كورونا 2019–20 - التدخل العسكري الروسي في أوكرانيا - التدخل العسكري الروسي في سوريا - الحرب الأهلية السورية - الهجوم على شمال غرب سوريا (2024) - الحرب الأهلية السودانية 2023 - عملية طوفان الأقصى - الحرب الفلسطينية الإسرائيلية (الخط الزمني) - صراع حزب الله وإسرائيل (2023–الآن) - - أزمة البحر الأحمر - الهجمات على القواعد الأمريكية في العراق وسوريا 2023 - الأزمة الإنسانية في غزة (2023 – الآن) تفاصيل أكثر النزاعات الجارية أدناه |

| وفيات حديثة |
| --- |
| - 14 مارس: ألان سيمبسون (سياسي) - 15 مارس: بيتر بيكسل - 15 مارس: منير شاكر - 15 مارس: دوريس فيتشين - 15 مارس: أليكس داود - 15 مارس: سليك واتس - 15 مارس: إحسان الترك - 15 مارس: واتارو أسو - 16 مارس: جيسي كولن يونغ - 16 مارس: إيميلي ديكيني - 16 مارس: أنطوان كرباج - 17 مارس: لي شاو كي - 17 مارس: أبو إسحاق الحويني - 17 مارس: أبو حمزة - 17 مارس: جون فرازير (لاعب كرة قدم بريطاني) - 18 مارس: محمود أبو وطفة - 18 مارس: ولامير ماركيز - 18 مارس: قسطنطين رودريغيز - 18 مارس: جان ميشيل (سياسي) - 18 مارس: عصام الدعاليس |

| نزاعات جارية |
| --- |
| - التدخل العسكري الدولي ضد تنظيم الدولة الإسلامية (داعش) - الكاميرون - الحرب الأهلية الكاميرونية - جمهورية إفريقيا الوسطى - حرب جمهورية إفريقيا الوسطى الأهلية (2012–الآن) - جمهورية الكونغو الديموقراطية - تمرد القوات الديمقراطية المتحالفة - صراع كيفو - الحرب الأهلية الأثيوبية (2018-حاليا) - صراع أمهرة [الإنجليزية] - موزمبيق - التمرد الإسلاموي في موزمبيق - نيجيريا - تمرد بوكو حرام - التمرد الإسلامي في الساحل - تمرد الجهاديين في بوركينا فاسو · حرب مالي - الحرب الأهلية الصومالية - الحرب في الصومال (2009–الآن) - السودان - الحرب الأهلية السودانية 2023 - النزاع في أفغانستان - النزاع بين طالبان والدولة الإسلامية في أفغانستان - صراع بنجشير - الهند - التمرد في جامو وكشمير - العصيان الماوي-الناكسالي - إندونيسيا - أزمة بابوا - الصراع الداخلي في ميانمار - الحرب الأهلية في ميانمار (2021-الحاضر) - باكستان - صراع بلوشستان - عصيان خيبر بختونخوا - الصراع الأهلي في الفلبين - التمرد الشيوعي في الفلبين - الحرب الروسية الأوكرانية - الغزو الروسي لأوكرانيا 2022 - صراع العراق (2003–الآن) - التمرد العراقي (2017–الآن) - صراع إسرائيل وغزة - الحرب الفلسطينية الإسرائيلية 2023 - هجمات الحوثيين على إسرائيل (2023 - 2024) - الحرب الأهلية السورية - التدخل الأجنبي في الحرب الأهلية السورية - تركيا - الولايات المتحدة - اليمن - الحرب الأهلية اليمنية (2014–الآن) - التدخل العسكري في اليمن |